# Стълбицата
„Стълбицата“ е названието на музикално-педагогическата система, разработена от композитора и детски музикален педагог Борис Тричков през първата четвърт на 20 век.

## История
Тричков започва работа по методиката си за нотно ограмотяване още през 1905 година, скоро след завършване на гимназиално образование. Работата му като учител в гимназии и учителските институти в Русе и София, както и успоредно с това ръководенето на училищни хорове, му помагат да усъвършенства и популяризира системата си. През 1923 година той прави демонстрация на певческите постижения на свои ученици от предучилищна възраст, някои от които все още неграмотни. През същата година публикува в Плевен първото издание на едноименния си труд в обем от 165 страници.
През следващите години „Стълбицата“ добива голяма популярност в българските начални и средни училища. Тричков устройва курсове за учители, които на свой ред прилагат и разпространяват системата му. Второто, разширено издание на труда си, в обем от 566 страници, Тричков публикува през 1940 година.
Последователи на Тричков са музикални педагози и композитори като Бончо Бочев, Иван Пеев, Трендафил Миланов, Асен Диамандиев, Петър Келбечев и други. Някои от тях внасят значителни промени в системата. Промените са публикувани в сборник от конференцията по обучение по пеене от 1959 година. „Стълбицата“ повлиява и чуждестранни музикални педагози като Валерий Брайнин за неговия метод „Развитие на музикалния интелект у децата“.